# Antennaria howellii
Espèce
Classification phylogénétique
Antennaria howellii, l'Antennaire de Howell, est une espèce de plantes à fleurs de la famille des Asteraceae, endémique du Nord de l'Amérique du Nord de l'Est de l'Alaska jusqu'à Terre-Neuve et de la Californie, du Colorado et de la Caroline du Nord.
Cette espèce est dédiée à Thomas Jefferson Howell, botaniste américain de la deuxième moitié du XIXe siècle.
Cette vivace à feuilles persistantes se propage par ses stolons. Ses feuilles, formant une rosette basale, mesurent 2-4 cm de long et 6-12 mm large. Elles sont spatulées, d'un vert clair dessus et d'un blanc cotonneux dessous. Les capitules apparaissent en mai, sur une hampe florale de 15-35 cm. Elle se plait au sein des pinèdes montagnardes.
Plusieurs sous-espèces sont notables : 
- Antennaria howellii subsp. canadensis
- Antennaria howellii subsp. howellii
- Antennaria howellii subsp. neodioica
- Antennaria howellii subsp. petaloidea